# Schriftenreihe der Presseabteilung des Reichsministers Dr. Todt

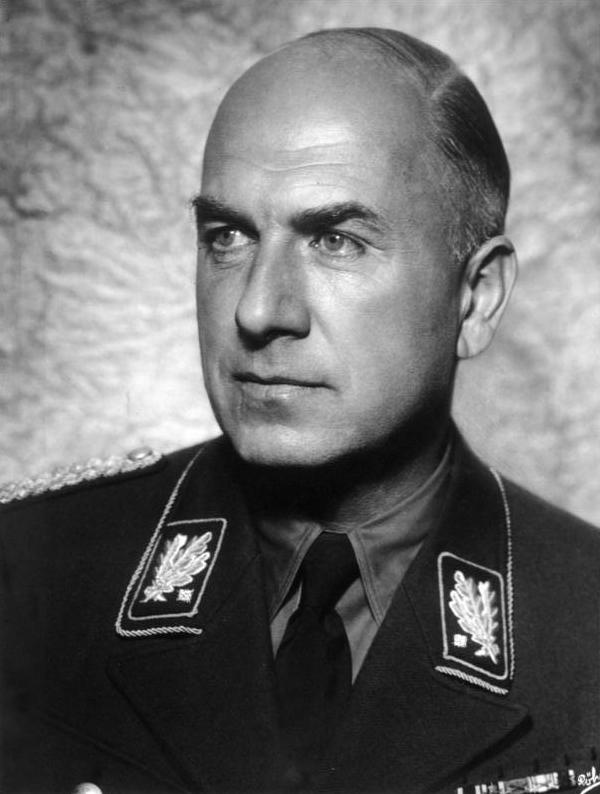
Fritz Todt, 1940

Die Schriftenreihe der Presseabteilung des Reichsministers Dr. Todt ist eine in luxuriöser Aufmachung und in Kleinstauflage (je 100 Exemplare) im Jahr 1941 erschienene Geschenkreihe des Generalinspektors für das deutsche Straßenwesen, Fritz Todt. Die großformatigen Bände waren auf handgeschöpftem Hahnemühle-Bütten bei Eduard Stichnote in Potsdam erschienen. Wichtige Schriftsteller aus der Zeit des Nationalsozialismus veröffentlichten hier zu Themen wie Straße, Reichsautobahn und Westwall. Jedes Exemplar war nummeriert und vom Künstler signiert.

## Erschienene Bände
- Band 1: Die Strasse. Gedichte und Gesänge. Hanns Johst.
- Band 2: Brückengedichte. Hans Friedrich Blunck.
- Band 3: Wir dienen unseres Volkes Ewigkeit. Heinrich Anacker.
- Band 4: Blut und Stahl. Drei Oden. Josef Weinheber.
- Band 5: Das ewige Bauwerk. Wilhelm von Scholz.
- Band 6: Des Reiches Herrlichkeit. Kurt Eggers.
- Band 7: Sinnbild und Denkmal der Zeit. Johannes Linke.
- Band 8: An der Erde wirst du wissend. Georg Stammler.
- Band 9: Arbeit ist Sieg. Gedichte. Otto Hermann Reich Edler von Rohrwig.
- Band 10: Wenn wir bauen, kommt das Licht. Georg Zemke.
- Band 11: Der Aufbau. Artur Max Luckdorff.
- Band 12: Bauen und Kämpfen. Gerhard Schumann.
- Band 13: Genius der Strasse. Hermann Eris Busse.
- Band 14: Pfingstidyll an der Reichsautobahn. Karl Heinrich Waggerl.
- Band 15: Gottlieb Schimmels Wandlung. Nach einem wahren Bekenntnis eines Frontarbeiters der OT. Hans Christoph Kaergel.
- Band 16: Straße, Wall und Waffe. Anton Dörfler.
- Band 17: Beton am Atlantik. Oskar Maurus Fontana.
- Band 18: Aufriß einer Wandlung, eines Weges und Werkes. Hannes Kremer.